# 티아나 톨스토이
티아나 톨스토이(프랑스어: Tiana Tolstoi, 1994년 9월 22일~)는 프랑스의 모델이다.